# Нерохи
Нерохи — деревня в Берёзовском районе Ханты-Мансийского автономного округа — Югры России. Расположена на левом берегу реки Северной Сосьвы. Входит в состав сельского поселения Хулимсунт. Население на 1 января 2008 года составляло 13 человек.
Почтовый индекс 628143, код ОКАТО 71112912002.

## Статистика населения
| Год  | Численность постоянного населения (среднегодовая) |
| ---- | ------------------------------------------------- |
| 2002 |                                                   |
| 2008 | 13                                                |
| 2010 |                                                   |

## Климат
Климат резко континентальный. Зима суровая с сильными ветрами и метелями, продолжающаяся семь месяцев. Лето относительно тёплое, но быстротечное.